# Cinque Terre Costa de Sera
Il Cinque Terre Costa de Sera è un vino DOC la cui produzione è consentita in una parte del territorio di Riomaggiore nella provincia della Spezia

## Vitigni con cui è consentito produrlo
- Bosco minimo 40%
- Albarola fino al 40%
- Vermentino fino al 40%
- altri vitigni a bacca bianca idonei alla coltivazione per la regione Liguria fino ad un massimo del 20%[1]

## Tecniche di produzione
Densità minima 6 250 ceppi/ha)
È vietata ogni pratica di forzatura, ma consentita l'irrigazione di soccorso
Tutte le operazioni di vinificazione debbono essere effettuate nella zona prevista per la DOC

## Caratteristiche organolettiche
- colore: giallo paglierino più o meno intenso, vivo;
- profumo: intenso, netto, fine e persistente, composito;
- sapore: secco, sapido, intenso, gradevole
- acidità totale minima: 5,0 g/l;[1]

## Informazioni sulla zona geografica
Vedi: Cinque Terre DOC

## Storia
Vedi: Cinque Terre DOC
Precedentemente all'attuale disciplinare questa DOC era stata:
- Approvata con D.P.R. 29.05.1973 G.U. 217 - 23.08.1973
- Modificata con DM 14.10.1989 G.U. 255 - 31.10.1989
- Modificata con DM 06.09.1999 G.U. 219 - 17.09.1999
- Modificata con DM 07.03.2000 G.U. 76 - 31.03.2000
- Modificata con DM 12.10.2007 G.U. 246 - 22.10.2007
- Modificata con DM 22.04.2008 G.U. 117 - 20.05.2008
- Modificata con DM 20.10.2009 G.U. 252 - 29.10.2009

Il precedente disciplinare del 1973 prevedeva:
- resa_uva=8,5 t
- resa_vino=70,0%
- titolo_uva=11,0%
- titolo_vino=11,5%
- estratto_secco=15,0 g/l
- vitigno:
  - Bosco: 60.0% -  100.0%
  - Albarola e Vermentino
- Caratteristiche organolettiche
  - colore: giallo paglierino più o meno intenso, vivo.
  - odore: intenso, netto, fine e persistente, composito.
  - sapore: secco, sapido, intenso, gradevole.[2]

## Abbinamenti consigliati
Pesce di mare, crostacei, molluschi, torte di verdure.

## Produzione
Provincia, stagione, volume in ettolitri